# 103번가역 (IRT 브로드웨이-7번로선)
103번가(103rd Street)역은 뉴욕 지하철 IRT 브로드웨이-7번로선의 역이다. 맨해튼 밸리내에서 맨해튼 어퍼웨스트사이드의 103번가와 브로드웨이의 교차로에 위치해 있으며, 전시간 1 열차가 운행한다.
103번가역은 1900년에 승인된 도시 최초의 지하철 노선의 일부로 인터보로 래피드 트랜싯 컴퍼니(IRT)용으로 건설되었다. 103번가를 포함하는 노선 구간의 건설은 같은 해 6월 18일에 시작되었다. 이 역은 1904년 10월 27일 뉴욕 지하철의 초기 28개 역 중 하나로 개통되었다. 이 역의 승강장은 1948년에 연장되었고, 역사는 2000년대에 보수되었다.
103번가역은 두 개의 상대식 승강장과 세 개의 선로로 구성되어 있으며, 중앙 선로는 정규 운행에 사용되지 않는다. 이 역은 타일과 모자이크 장식으로 지어졌다.  승강장 위의 대합실에는 103번가 및 브로드웨이 출구가 있다.

## 역 구조
이 역은 초기 지하철의 일부였으며, 2개의 상대식 승강장과 3개의 선로를 가지고 있고, 중앙은 사용하지 않는 급행 선로이다. 승강장은 원래 96번가역 북쪽의 다른 역과 마찬가지로 길이가 350 피트 (110 m)였으나:4:8 1948년 승강장 확장의 결과로 길이가 520 피트 (160 m)가 되었다. 승강장 연장선은 원래 승강장의 남쪽 끝에 있다.:39
BB는 브로드웨이-7번로선을 따라 96번가에서 242번가까지 연결하는 용도로 사용되며, 일상적인 표기에는 사용되지 않는다. 103번가에서는 접근할 수 없지만, 중앙 선로는 M으로 지정되어 있다. 역 남쪽에는 급행 선로와 두 개의 완랭 선로를 연결하는 스위치가 있으며, 열차는 동쪽의 104번가에서 커브하는 IRT 레녹스 애비뉴선에서 상승하는 급행 선로로 건널 수 있다.
역 남쪽에는 급행 선로와 두 개의 완행 선로를 연결하는 스위치가 있으며, 열차는 동쪽의 104번가에서 커브하는 IRT 레녹스 애비뉴선에서 상승하는 급행 선로로 건널 수 있다.

### 디자인
초기 IRT의 일부로 건설된 다른 역들과 마찬가지로 이 역은 개착식으로 건설되었다.  터널은 유틸리티 파이프와 전선이 들어 있는 "U"자 모양의 홈으로 덮여 있다. 이 홈의 바닥에는 두께가 4 인치 (100 mm) 이상인 콘크리트의 기초가 포함되어 있다.:9 각 승강장은 3-인치-thick (7.6 cm) 두께의 콘크리트 슬래브로 구성되며 그 아래에는 배수시설이 있다. 원래 승강장에는 15 피트 (4.6 m) 간격으로 원형의 주철 도리스 양식 기둥이 포함되어 있는 반면 연장 승강장에는 I빔 기둥이 있다. 선로 사이에 5 피트 (1.5 m) 간격로 배치된 추가 기둥이 잭 아치형 콘크리트 역지붕을 지지한다.:4:9 홈벽과 승강장벽 사이에는 1-인치 (25 mm)의 간격이 있다. 승강장벽은 타일 마감재로 덮인 4-인치 (100 mm) 두께의 벽돌로 이루어졌다.:9
장식은 녹색 타일판으로, 녹색·분홍색·빨간색 타일 띠, 노란색 파양스 코니스, 파란색 파양스 금속판으로 구성되어 있다.:39 초기의 모든 IRT역 모자이크 타일은 각 역의 설치를 하청한 아메리칸 엔코스틱 타일 컴퍼니(American Encaustic Tile Company)가 제작하였다.:31 장식 작업은 타일 시공사 알프레드 부트 컴퍼니(Alfred Boote Company)와 faience 계약자 그뤼비 파이언스 컴퍼니(Grueby Faience Company)가 맡았다.:39

### 출구

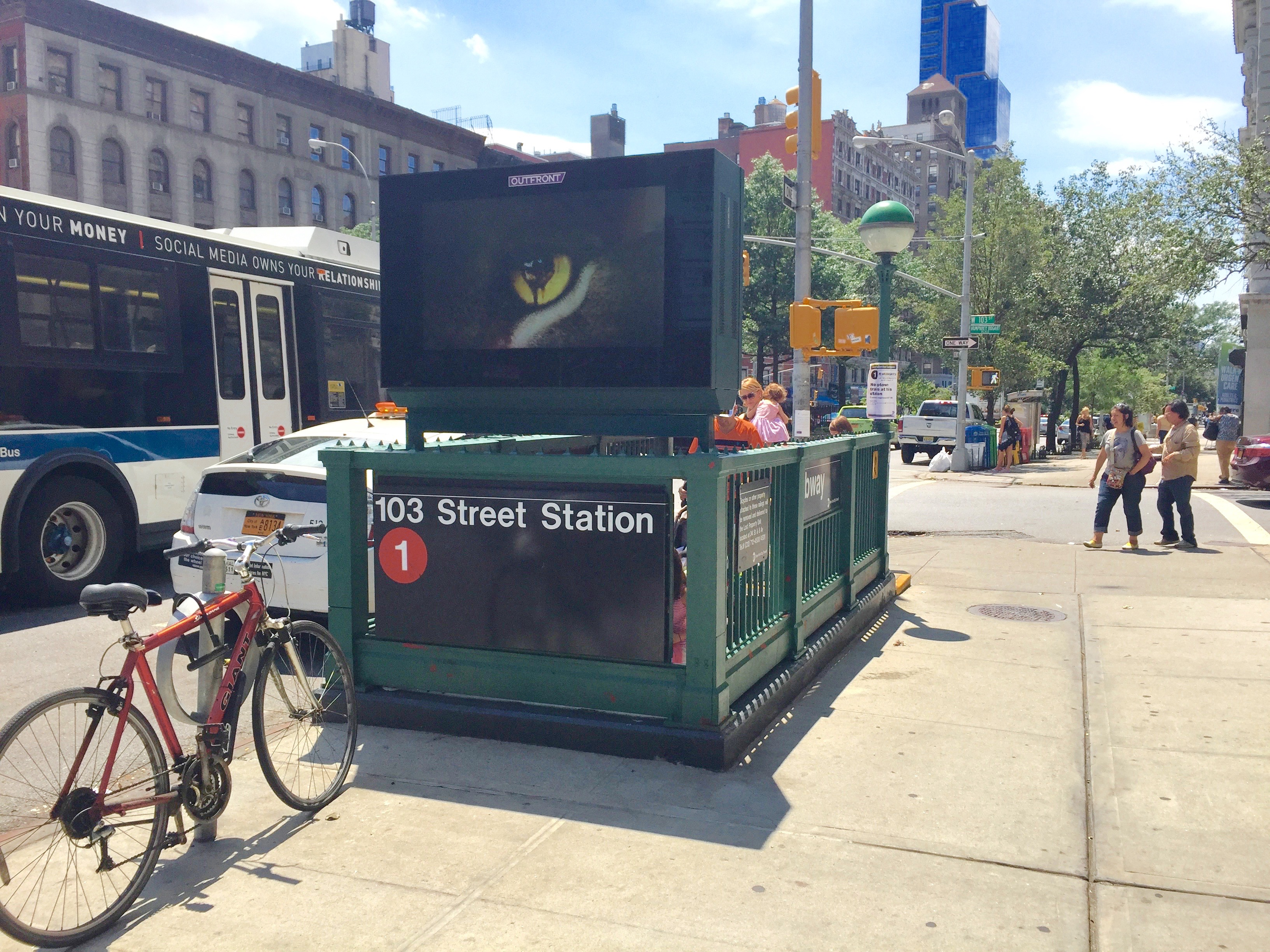
북서쪽 모퉁이 계단

두 승강장 모두에 이어지는 출입 겸용 계단이 4개 설치되어 있다. 이중 두 개는 브로드웨이와 103번가의 북서쪽 모퉁이, 다른 두 개는 동일 교차로의 북동쪽 모퉁이에 있다. 다섯 번째의 출구 전용 계단은 북행 승강장에서 브로드웨이와 104번가의 남동쪽 모퉁이로 이어진다.
브로드웨이 중앙에는 103번가 바로 북쪽에 컨트롤 하우스가 있었으며, 이 건물은 하인스 & 라파지가 설계하고 1904년 개업한 이래 세워졌다. 초기 IRT의 여러역 중 하나로 지어졌다. 유사한 역사가 세워진 역으로 애틀랜틱 애비뉴역, 볼링 그린역, 모스 애비뉴역, 72번가역, 116번가역이 있다.:46:2 116번가역과 동일한 형태의 역사는 50 by 20 피트 (15.2 by 6.1 m).의 면적을 차지하고 있었다. 1층짜리 역사에는 담황색 벽돌로 만든 외벽과 화강암 블록으로 만든 기초가 있었다. 외벽 꼭대기에는 석회암 돌림띠가 있었다. 역의 구석에는 서쪽과 동쪽을 마주보고 있는 구리와 테라코타 박공 지붕을 떠받치고 있는 석회암 귀돌이 있었다. 역사 지붕 능선은 유리와 금속으로 만들어진 채광창이었다. 출구는 통제실의 북벽과 남벽 중앙에 테라코타 피니얼과 둥근 박공이 있었다. 각각의 둥근 박공에는 숫자 "103"이 양각된 테라코타 십자가가 있었다. 문 위에는 유리와 연철로 만든 아치형 창과 페디먼트가 있었다.:12 이것은 1969년에 폐쇄되었고 결국 철거되었다.

## 대중 문화
103번가역은 윌리엄 S. 버로스의 책 정키의 설정 중 하나였으며 영화 블랙 스완에 잠깐 등장했다.

## 참고 문헌
- Stookey, Lee (1994). 《Subway ceramics : a history and iconography of mosaic and bas relief signs and plaques in the New York City subway system》. Brattleboro, Vt: L. Stookey. ISBN 978-0-9635486-1-0. OCLC 31901471.